# جوزيف سامبسون
جوزيف سامبسون (بالإنجليزية: Joseph Sampson)‏ هو مصرفي أمريكي، ولد في 16 أكتوبر 1794 في Plympton, Massachusetts ‏ في الولايات المتحدة، وتوفي في 21 مايو 1872 في نيويورك في الولايات المتحدة.